# American Horror Story: Double Feature
Truyện kinh dị Mỹ: Hai câu chuyện (tựa gốc: American Horror Story: Double Feature) là mùa thứ 10 của sê-ri phim truyền hình kinh dị - Truyện kinh dị Mỹ (tựa gốc: American Horror Story). Phim được sản xuất bởi Ryan Murphy và Brad Falchuk, công chiếu vào năm 2021 trên kênh FX. Ban đầu, phim được dự kiến chiếu vào mùa thu năm 2020, nhưng phim đã bị trì hoãn do quá trình sản xuất bị gián đoạn bởi đại dịch COVID-19 đang diễn ra trên toàn cầu. Mùa phim công chiếu vào 25 tháng 8 năm 2021. Mùa này sẽ được chia thành 2 phần: Thủy triều đỏ (Red Tide), nghĩa là nơi sẽ diễn ra "bên bờ biển", và Thung lũng chết (Death Valley), nơi sẽ diễn ra "bên bờ cát".
Dàn diễn viên trở lại sẽ bao gồm Sarah Paulson, Evan Peters, Lily Rabe, Finn Wittrock, Frances Conroy, Billie Lourd, Leslie Grossman, Adina Porter, Angelica Ross và Denis O'Hare cùng với dàn diễn viên mới bao gồm Macaulay Culkin, Neal McDonough, Kaia Gerber, Nico Greetham, Rachel Hilson và Rebecca Dayan.
Các nhà phê bình đánh giá mùa phim này tích cực hơn, với một số người cho rằng đây là mùa đã lấy lại phong độ cho cả bộ phim; và một số khác khen ngợi rằng đây là mùa phim hay nhất kể từ mùa thứ 2, Nhà thương điên. Tuy nhiên, tập cuối của Thủy triều đỏ nhận được đánh giá vô cùng tiêu cực bởi vì cái kết quá vội vàng và lãng xẹt; Thung lũng chết nhận được nhiều đánh giá trái chiều hơn.

## Diễn viên

### Phần 1: Thủy triều đỏ (Red Tide)

#### Vai chính
- Sarah Paulson trong vai Tuberculosis Karen[2]
- Evan Peters trong vai Austin Sommers[2]
- Lily Rabe trong vai Doris Gardner[2]
- Finn Wittrock trong vai Harry Gardner[2]
- Frances Conroy trong vai Sarah Cunningham / Belle Noir[3]
- Billie Lourd trong vai Leslie "Lark" Fielman[2]
- Leslie Grossman trong vai Ursula Caan[2]
- Adina Porter trong vai Cảnh sát trưởng Burleson[2]
- Angelica Ross trong vai Nhà Hóa học (The Chemist)[2]
- Macaulay Culkin trong vai Mickey[2]
- Ryan Kiera Armstrong trong vai Alma Gardner[2]

#### Vai phụ
- Denis O'Hare trong vai Holden Vaughn[4]
- Robin Weigert trong vai Martha Edwards
- Spencer Novich trong vai Vlad
- Kayla Blake trong vai Bác sĩ A. Jordan

#### Khách mời
- Rachel Finninger trong vai Melanie
- Blake Shields trong vai Tony
- Jim Ortlieb trong vai Ray Cunningham
- David Huggard trong vai Crystal DeCanter
- Dot-Marie Jones trong vai Jan Remy

### Phần 2: Thung lũng chết (Death Valley)

#### Vai chính
- Sarah Paulson trong vai Mamie Eisenhower[5]
- Lily Rabe trong vai Amelia Earhart[6]
- Leslie Grossman trong vai Dr. Calico[6]
- Angelica Ross trong vai Theta[6]
- Neal McDonough trong vai Dwight D. Eisenhower[7]
- Kaia Gerber trong vai Kendall Carr[6]
- Nico Greetham trong vai Cal Cambon[6]
- Isaac Cole Powell trong vai Troy Lord
- Rachel Hilson trong vai Jamie Howard[6]
- Rebecca Dayan trong vai Maria Wycoff[6]

#### Vai phụ
- Cody Fern trong vai Valiant Thor[6]
- Craig Sheffer trong vai Richard Nixon
- Mike Vogel trong vai John F. Kennedy
- Alisha Soper trong vai Marilyn Monroe
- Christopher Stanley trong vai Sherman Adams

#### Khách mời
- Len Cordova trong vai Steve Jobs
- John Sanders trong vai Buzz Aldrin
- Bryce Johnson trong vai Neil Armstrong
- Karl Makinen trong vai Lyndon B. Johnson
- Jeff Heapy trong vai Stanley Kubrick
- Vincent Foster trong vai Henry Kissinger

## Tập phim
| ' |    |                          |                             |                                                           |                      |        |      |
| 104 | 1  | "Cape Fear"              | John J. Gray                | Ryan Murphy & Brad Falchuk                                | 25 tháng 8 năm 2021  | AATS01 | 0.93 |
| Harry Gardner, his pregnant wife Doris, and their daughter Alma travel from New York City to Provincetown, Massachusetts, for a three-month trip. Doris and Alma go on a walk and are stalked by a pale man in a trenchcoat. Chief Burleson assures the Gardners that Provincetown is a safe place and that they were likely rushed by an opioid addict. One night, Harry goes out to a local bar named the Muse where he meets Belle Noir and Austin Sommers, a famous erotica novelist and a playwright, respectively. Harry is delighted to speak with the two about art and inspiration, as he is spending his time in Provincetown reworking a pilot. Harry returns home and the pale man attacks him. Harry kills the man in self-defense. The next day, the Gardners plan to leave Provincetown for good, but before they go, Harry receives a call from Austin promising him a "cure" for his writer's block. Austin gives Harry a plastic baggie of black pills, also named the Muse. Harry is hesitant to take them, but downs one in front of Alma after a phone call with his agent encouraging him to stay in Provincetown and finish the pilot.                                                                                    |    |                          |                             |                                                           |                      |        |      |
| 105 | 2  | "Pale"                   | Loni Peristere              | Brad Falchuk & Ryan Murphy                                | 25 tháng 8 năm 2021  | AATS02 | 0.58 |
| The effects of the pill are immediate on Harry and he ravenously finishes the pilot in four hours. Harry's agent Ursula notifies him that his show has been bought by Netflix and Joaquin Phoenix wants to star in it for free. Soon after, Harry begins to develop a taste for blood and sucks on Doris's finger after she accidentally slices it open. Austin explains to him that the pill, which he has named The Muse, has the side effects of turning the "talentless" into monstrous pale creatures and creating a thirst for blood in people with talent so long as they keep taking it. A prostitute named Mickey with dreams of screenwriting debates taking the Muse, but a woman nicknamed Tuberculosis Karen by other Provincetown locals desperately advises him against it. Despite Karen's pleas, Mickey takes one. Alma, wanting to master a difficult piece on the violin, takes a pill from Harry's baggie. Alma later cruelly belittles Doris, accusing her of wanting to leave Provincetown because she's jealous of her and Harry's talent. Doris grounds Alma but later discovers Harry has allowed her to go on a walk by herself. Doris frantically searches for Alma and finds her in a graveyard devouring an animal. |    |                          |                             |                                                           |                      |        |      |
| 106 | 3  | "Thirst"                 | Loni Peristere              | Brad Falchuk                                              | 1 tháng 9 năm 2021   | AATS03 | 0.70 |
| Ursula arrives in Provincetown to check on Harry. At the Muse, she insults Belle and Austin's performance. The next day, Mickey implores Ursula to read his scripts. Ursula is dumbfounded by Mickey's talent and he tells her about the pills. Mickey sneaks into Belle's house to steal some for her. Meanwhile, Belle and Austin discover Alma has taken the pill and threaten Harry at gunpoint. Belle orders Mickey to murder Ursula but instead he takes her to a meeting with the Chemist, the creator of the pills, to discuss wide-distribution of them. Later, the Chemist instructs Belle and Austin to kill Ursula, Mickey, Harry, Alma, and Doris for causing too much trouble. Harry discovers Alma has killed Chief Burleson and Ursula is aware of it. |    |                          |                             |                                                           |                      |        |      |
| 107 | 4  | "Blood Buffet"           | Axelle Carolyn              | Brad Falchuk                                              | 8 tháng 9 năm 2021   | AATS04 | 0.61 |
| Five years ago, the Chemist moves to Provincetown and pays Mickey to find test subjects for the pills. Mickey's friend Vlad, an aspiring singer, takes a pill and starts to feel sick. He confronts the Chemist after losing all of his hair and she tells him he cannot handle the effects of the pill because he has no talent. After also being introduced to the pills by Mickey, Belle Noir writes and finishes a book in one night and then kills her husband. Two years later, Vlad has transformed into a monstrous pale creature. Belle watches Austin lip-sync in drag at the Muse and proceeds to offer him a pill. That night, they go to the house of a fellow drag queen, and slaughter all of them except one. The surviving drag queen goes into the woods and Vlad jumps from behind and kills her. |    |                          |                             |                                                           |                      |        |      |
| 108 | 5  | "Gaslight"               | John J. Gray                | Brad Falchuk & Manny Coto                                 | 15 tháng 9 năm 2021  | AATS05 | 0.64 |
| Doris gives birth to a boy and is kept in a drug-induced haze by Harry, Alma, and Ursula to prevent her from finding out about the pills. Alma eventually reveals the truth to Doris and convinces her to take one. She succumbs to the disastrous side effects and Harry has to lock her in the bathroom after she attempts to kill their newborn, named Eli, for his blood. Meanwhile, Belle approaches Karen and orders her to steal the Gardner's baby. Horrified by a transformed Doris, Karen abandons her mission. She flees the Gardner's house and a horde of pale people corner her. Mickey appears and offers Karen an ultimatum; take a pill or be devoured by the pale people. Mickey leaves and the pale people swarm her until she takes a pill. The next day, Harry sets Doris free, letting her loose to roam Provincetown as a pale creature. At the beach, Karen attacks and feeds on Mickey, makes a painting, and then commits suicide by slitting her wrists and walking into the sea. |    |                          |                             |                                                           |                      |        |      |
| 109 | 6  | "Winter Kills"           | John J. Gray                | Brad Falchuk & Manny Coto                                 | 22 tháng 9 năm 2021  | AATS06 | 0.73 |
| Holden Vaughn, a renowned interior designer and member of the Provincetown city council, orders Belle and Austin to take care of Harry and Alma after Chief Burleson's corpse is discovered by a fisherman. At the Gardner's house, Harry tells Alma they must both quit taking the pills for good. In the midst of an ensuing argument, Eli is kidnapped. Harry finds a threatening letter from Belle in Eli's crib. Ursula rallies a horde of pale people while Harry and Alma confront Belle and Austin. Ursula guns down the pale people after they descend upon Belle's house and kill Belle and Austin. Next, Alma kills Harry and feeds on him. Three months later, Alma lives in Los Angeles with Ursula and the Chemist. Alma kills a fellow finalist for a classical orchestra after he insults her. At a university, Ursula introduces the pill to a class of writing students. Chaos ensues as the pill is distributed to the masses. Disapproving of Ursula's behavior, the Chemist decides to leave town with Eli. |    |                          |                             |                                                           |                      |        |      |
| ' |    |                          |                             |                                                           |                      |        |      |
| 110 | 7  | "Take Me to Your Leader" | Max Winkler                 | Brad Falchuk & Kristen Reidel & Manny Coto                | 29 tháng 9 năm 2021  | AATS07 | 0.69 |
| In 1954 Albuquerque, New Mexico, dust devils take form after a supposed visit by UFOs. Maria Wycoff's son is taken over by a mysterious presence and tells her not to be afraid. Leaving a golf game in Palm Springs, California, President Dwight D. Eisenhower heads to the desert with a military convoy to take a look a mysterious aircraft that was shot down by the Air Force. They also discover Amelia Earhart alive, but with mysterious marks on her back. She recalls how her plane's instruments malfunctioned, and claims blood was taken from her and things put in her. Doctors recover an alien body from the wreckage, but upon studying it, are attacked by a mysterious blob that kills both of them. In present day, a group of students, Troy, Cal, Kendall and Jamie; head out to the desert. They discover a lake that has been drained and a field of dead and mutilated bovines. After an encounter with a mysterious light, they all start to feel nausea and later discover all four of them—including the males—are pregnant. |    |                          |                             |                                                           |                      |        |      |
| 111 | 8  | "Inside"                 | Tessa Blake                 | Manny Coto & Kristen Reidel & Brad Falchuk                | 6 tháng 10 năm 2021  | AATS08 | 0.48 |
| In 1963, President John F. Kennedy learns from ex-President Dwight "Ike" Eisenhower that a secret alien treaty was signed during Eisenhower's presidency, which allows for 5,000 Americans to be abducted annually in exchange for alien technology. Kennedy plans to withdraw from the treaty and make it public, but is assassinated before he can do so. In 1954, an alien tells Eisenhower their goal is to adapt their offspring to survive Earth's environment so the species can go on. The first experimental alien newborn kills its human host and several doctors before Eisenhower shoots it himself. Mamie Eisenhower urges Vice President Richard Nixon to persuade her husband to make the deal. Ike confronts Mamie, but learns that her body has been taken hostage by an alien. In present day, Troy, Cal, Kendall and Jamie view the alien babies inside them through ultrasound at an OB-GYN clinic, when they are kidnapped by men in suits. Kendall briefly awakes and talks to a masked person. They reunite in a white room and meet a woman who been experimented on multiple times over decades but has not aged. Troy panics and is taken to the masked person, who is revealed to be a hybrid human-alien.           |    |                          |                             |                                                           |                      |        |      |
| 112 | 9  | "Blue Moon"              | Laura Belsey & John J. Gray | Kristen Reidel & Manny Coto & Reilly Smith                | 13 tháng 10 năm 2021 | AATS09 | 0.58 |
| In 1954, Eisenhower struggles with the consequences of the signed treaty with the aliens. Three years later, more then 298 incursions have been observed, but no contact from the aliens has been communicated. They send a liaison, an android named Valiant Thor, to the White House, where he introduces a futuristic handheld computer. Some time later, Eisenhower discovers alien hybrids being stored in the basement of the White House, and later signs an executive order to have them moved to a facility in Nevada. Six years later, Eisenhower and Nixon accompany President Lyndon B. Johnson to the facility, where they meet Thor and shown a warehouse full of preserved hybrids. In present day, Troy successfully gives birth to a hybrid baby, but is then killed by the aliens because it didn't meet the correct specifications. He rejoins his friends a week later, and helps Cal with giving birth to his hybrid baby, without observation by Theta. Though successful, the newborn leaps up and starts chewing Cal's face. |    |                          |                             |                                                           |                      |        |      |
| 113 | 10 | "The Future Perfect"     | Axelle Carolyn              | Brad Falchuk & Manny Coto & Kristen Reidel & Reilly Smith | 20 tháng 10 năm 2021 | AATS10 | 0.58 |
| TBA |    |                          |                             |                                                           |                      |        |      |

## Sản xuất

### Phát triển
Vào ngày 3 tháng 8 năm 2018, loạt phim đã được gia hạn thêm phần thứ mười, dự kiến phát sóng vào năm 2020. Vào ngày 26 tháng 5 năm 2020, có thông báo rằng phần 10 sẽ bị lùi lại đến năm 2021 do việc sản xuất bị đình trệ vì đại dịch COVID-19 đang diễn ra. Sau khi bị gián đoạn, người đồng sáng tạo loạt phim Ryan Murphy nói trong một cuộc phỏng vấn với TheWrap rằng việc trì hoãn có thể thay đổi chủ đề của phần, vì ý tưởng ban đầu của anh ấy cần được quay trong những tháng ấm hơn trong năm. Tháng sau, Murphy tiết lộ một áp phích quảng cáo cho mùa phim qua tài khoản Instagram của anh ấy; hình ảnh có cái miệng mở rộng với hàm răng sắc như dao cạo trong khi một bàn tay đang xăm chữ "AHS 10" trên lưỡi. Phần thứ mười đã nhận được khoản tín dụng thuế ước tính là 48 triệu đô la theo sáng kiến "Chương trình 2.0" của Hiệp hội Điện ảnh California. [a] Vào ngày 19 tháng 3 năm 2021, Murphy tiết lộ tiêu đề của phần là Hai câu chuyện (Double Feature); nó sẽ bao gồm hai câu chuyện khác nhau, "một bên bờ biển, một bên bờ cát."

### Quay phim
Mặc dù ban đầu có thông báo rằng quá trình sản xuất được lên kế hoạch tiếp tục quay vào tháng 10, Nữ diễn viên Lily Rabe đã xác nhận với Digital Spy rằng quá trình quay sẽ bắt đầu vào ngày 2 tháng 12. Vào tháng 1 năm 2021, 20th Century Studios đã đệ đơn lên Hội đồng Tuyển chọn của Tỉnh lỵ yêu cầu được phép quay ở nhiều địa điểm khác nhau của thị trấn từ ngày 1 tháng 2 đến ngày 6 tháng 3 cho một dự án có tên Pilgrim, cuối cùng hội đồng đã cho phép. Điều này làm dấy lên giả thuyết rằng phần thứ mười sẽ được quay ở Provincetown sau một số gợi ý do Murphy và dàn diễn viên để lại trên phương tiện truyền thông xã hội đề cập đến địa điểm và hình ảnh liên quan đến nhiệt đới. Vào ngày 20 tháng 7 năm 2021, quá trình sản xuất bị tạm hoãn do trong đoàn có tồn tại một ca dương tính với COVID-19 và khả năng đoàn làm phim đã tiếp xúc với dịch bệnh.

### Tuyển vai
" Tôi rất phấn khích khi anh ấy ở trong thế giới của tôi vì tôi nghĩ...
tôi sẽ muốn làm nhiều điều với anh ấy nếu anh ấy muốn làm việc,
bởi vì tôi nghĩ anh ấy hấp dẫn và thú vị, và tôi nghĩ anh ấy có một
tâm hồn. Có cả sự nhẹ nhàng và bóng tối với Macaulay Culkin
mà tôi bị thu hút. "
- Murphy trong buổi casting của Macaulay Culkin
Vào tháng 11 năm 2019, Murphy thông báo rằng một số diễn viên từ ba phần đầu tiên có thể trở lại cho mùa thứ mười sắp tới, "Họ là những người đã giúp xây dựng chương trình này như thế nào, những người đã tin tưởng vào nó ngay từ đầu, đã được liên hệ và mời. Vì vậy, nếu bạn nhìn vào biểu tượng của ba mùa đầu tiên, bạn có thể biết tôi đã đi gặp ai và ai có thể sẽ quay lại." Ryan cũng nói rằng mùa thứ mười sẽ là "về việc tái hợp các diễn viên được người hâm mộ yêu thích để trở lại."  Cuối ngày hôm đó, Sarah Paulson xác nhận rằng cô ấy sẽ trở lại loạt phim cho mùa thứ mười trong một vai chính. Vào ngày 26 tháng 2 năm 2020, Murphy đã xuất bản một video trên tài khoản Instagram của mình tiết lộ rằng Kathy Bates, Leslie Grossman, Billie Lourd, Evan Peters, Adina Porter, Lily Rabe, Angelica Ross, Finn Wittrock và người mới của loạt phim là Macaulay Culkin đã được chọn vào phần mùa phim thứ mười. Trong một cuộc phỏng vấn vào tháng 5 năm 2020 với E! Online, Murphy tiết lộ rằng Culkin đã nhận vai của anh sau khi Murphy nói cho anh biết tính cách của các nhân vật qua điện thoại. Anh ấy khẳng định, "Tôi đã nói với anh ấy rằng anh ấy có quan hệ tình dục điên cuồng, khêu gợi với Kathy Bates và làm những việc khác. Và anh ấy dừng lại và nói, 'Điều này nghe giống như vai diễn mà tôi sinh ra để đóng.' Vì vậy, anh ấy đăng ký ngay lập tức. " Vào ngày 18 tháng 11, Murphy thông báo tuyển diễn viên Spencer Novich. Vào ngày 5 tháng 2 năm 2021, nữ diễn viên gạo cội Frances Conroy được xác nhận sẽ trở lại vào mùa 10. Vào ngày 20 tháng 8 năm 2021, Murphy xác nhận qua instagram rằng Denis O'Hare sẽ quay trở lại lần đầu tiên kể từ mùa Thuộc địa Roanoke. Vào ngày 15 tháng 6 năm 2021, Neal McDonough tham gia dàn diễn viên.

## Ra mắt
Mùa phim được công chiếu vào ngày 25 tháng 8 năm 2021.

## Tiếp nhận

### Đánh giá chuyên môn
Mùa phim nhận được đánh giá khả quan từ giới phê bình. Trang Rotten Tomatoes cho mùa phim 80% tỷ lệ tán dương với số điểm trung bình 9.00/10 dựa trên 61 bài đánh giá, với một số người cho rằng đây là một trong những mùa phim hay nhất, trong khi một số khác thì chỉ trích tập thứ 6, "Winter Kills", cho rằng đây là tập phim tệ nhất trong cả bộ phim. Trang đánh giá, "Mặc dù câu chuyện thứ hai vẫn còn bí ẩn, nửa đầu của Hai câu chuyện đã cho thấy đây là một mùa phim thú vị cùng với diễn xuất đáng kinh ngạc - đặc biệt đến từ Leslie Grossman tài năng.
Liz Shannon Miller thuộc Collider đưa ra đánh giá vô cùng tích cực: "Với 10 mùa phim, Truyện Kinh dị Mỹ đại diện cho những điểm vượt trội nhất trong thương hiệu của Ryan Murphy - dàn diễn viên đỉnh cao, những cốt truyện mới lạ, và thử nghiệm những ý tưởng táo bạo trên trong lĩnh vực phim truyền hình." The Post khen ngợi mùa phim: "Mùa phim này cảm giác như một bộ phim chiếu rạp và dường như chuyên nghiệp hơn những mùa khác. Không chỉ có những phân cảnh và diễn xuất tuyệt vời, mà kịch bản còn trau chuốt và độc đáo hơn những mùa gần đây - đặc biệt là cách tiếp cận mới lạ về đề tài ma cà rồng." IGN đánh giá mùa phim 7 trên 10: "Hai tập đầu của Truyện Kinh dị Mỹ: Hai câu chuyện khởi đầu khá chậm, nhưng từ đó khiến khán giả càng thêm tò mò với cách tiếp cận mới về chủ đề ma cà rồng." Den of Geek đánh giá mùa phim 3 trên 5 sao, cho rằng: "Những phân đoạn chuyển cảnh được làm rất tốt, và mạch phim của tập này trôi rất mượt, không hề bị chậm lại bởi những phân đoạn giải thích. Hiệu ứng được dùng rất hợp lý, và Truyện Kinh dị Mỹ chưa bao giờ ngại dùng những cảnh máu me và giết chóc khi cần thiết. Chỉ là nó (cả phần hai, không chỉ mỗi tập này), có cảm giác hơi dồn dập, cùng với nhiều ý tưởng được bày ra mà lại có quá ít thời gian để phát triển chúng."

### Giải thưởng
Mùa thứ 10 của bộ phim được đề cử 5 giải thưởng và thắng 1 giải.
| Năm  | Giải thưởng                                    | Hạng mục                                                                      | Người được ghi danh | Kết quả      |
| ---- | ---------------------------------------------- | ----------------------------------------------------------------------------- | --- | ------------ |
| 2021 | Writers Guild of America Awards                | Long Form – Original                                                          | Manny Coto, Brad Falchuk, Ryan Murphy, Kristen Reidel, Reilly Smith                                                     | Đề cử        |
| 2022 | Make-Up Artists and Hair Stylists Guild Awards | Commercials and Music Videos: Best Makeup                                     | Kerry Herta, Christina Kortum, Alex Perrone                                                                             | Đoạt giải    |
| 2022 | Primetime Creative Arts Emmy Awards            | Outstanding Contemporary Makeup (Non-Prosthetic)                              | Eryn Krueger Mekash, Kim Ayers, Mike Mekash, Ana Gabriela Quinonez                                                      | Đề cử        |
| 2022 | Primetime Creative Arts Emmy Awards            | Outstanding Sound Editing for a Limited or Anthology Series, Movie or Special | Christian Buenaventura, Steve M. Stuhr, David Beadle, Tim Cleveland, Zheng Jia, Samuel Muñoz, Sean McGuire, Noel Vought | Đề cử        |
| 2022 | Saturn Awards                                  | Best Network or Cable Horror Television Series                                | Truyện kinh dị Mỹ: Hai câu chuyện                                                                                       | Chưa công bố |

### Rating
| STT | Tựa đề                   | Ngày phát sóng       | Rating (18–49) | Lượt xem (triệu) | DVR (18–49) | Lượt xem DVR (millions) | Tổng (18–49) | Tổng số lượt xem (triệu) |
| --- | ------------------------ | -------------------- | -------------- | ---------------- | ----------- | ----------------------- | ------------ | ------------------------ |
| 1   | "Cape Fear"              | 25 tháng 8 năm 2021  | 0.4            | 0.93             | TBD         | TBD                     | TBD          | TBD                      |
| 2   | "Pale"                   | 25 tháng 8 năm 2021  | 0.2            | 0.58             | TBD         | TBD                     | TBD          | TBD                      |
| 3   | "Thirst"                 | 1 tháng 9 năm 2021   | 0.3            | 0.70             | TBD         | TBD                     | TBD          | TBD                      |
| 4   | "Blood Buffet"           | 8 tháng 9 năm 2021   | 0.2            | 0.61             | TBD         | TBD                     | TBD          | TBD                      |
| 5   | "Gaslight"               | 15 tháng 9 năm 2021  | 0.2            | 0.64             | TBD         | TBD                     | TBD          | TBD                      |
| 6   | "Winter Kills"           | 22 tháng 9 năm 2021  | 0.3            | 0.73             | TBD         | TBD                     | TBD          | TBD                      |
| 7   | "Take Me to Your Leader" | 29 tháng 9 năm 2021  | 0.3            | 0.69             | TBD         | TBD                     | TBD          | TBD                      |
| 8   | "Inside"                 | 6 tháng 10 năm 2021  | 0.2            | 0.48             | TBD         | TBD                     | TBD          | TBD                      |
| 9   | "Blue Moon"              | 13 tháng 10 năm 2021 | 0.2            | 0.58             | 0.2         | 0.59                    | 0.4          | 1.17                     |
| 10  | "The Future Perfect"     | 20 tháng 10 năm 2021 | 0.2            | 0.58             | 0.2         | 0.64                    | 0.4          | 1.22                     |